# George Van Biesbroeck
George Achille Van Biesbroeck, belgijsko-ameriški astronom, * 21. januar 1880, Gent, Belgija, † 23. februar 1974, ZDA.

## Življenje
Njegovi starši so bili umetniki. Na željo očeta je študiral gradbeništvo. V letu 1904 se je priključil osebju na Kraljevem observatoriju Belgije v Uccli. Sledil je študij teoretične astronomije na Univerzi v Gentu. Pozneje je delal na Observatoriju Heidelberg in Observatoriju Potsdam. V času prve svetovne vojne je odšel v ZDA, kjer je delal na Observatoriju Yerkes. Pozneje se je za stalno naselil v ZDA.

## Delo
Največ se je ukvarjal z dvojnimi zvezdami, kometi, asteroidi in spremenljivkami. Odkril je periodični komet 53P/Van Biesbroeck in dva neperiodična kometa C/1925 W1 (Van Briesbroeck 1) in C/1935 Q1 (Van Briesbroeck 2).
Odkril je tudi 16 asteroidov.

## Priznanja

### Nagrade
Nacionalna akademija znanosti ZDA mu je leta 1957 podelila medaljo Jamesa Craiga Watsona.

### Poimenovanja
Njemu v čast so poimenovali asteroid 1781 Van Biesbroeck in udarni krater na Luni. Po njem se imenuje tudi zvezda VB 10 (Van Biesbroeckova zvezda, rdeča pritlikavka).
Ameriško astronomsko društvo (American Astronomical Society ali AAS) podeljuje nagrado Georgea Van Biesbroecka za življenjske dosežke v astronomiji.
1. 1 2  SNAC — 2010.